# Ветрилокрили
Ветрилокрили, степсиптери (Strepsiptera) – разред паразитни насекоми с пълно превръщане.
Разредът включва девет съвременни семейства с около 600 вида външни паразити по насекоми, като пчели, оси, четинкоопашати, хлебарки. Прекарват основната част от живота си на едно място – само младите ларви и живеещите кратко възрастни мъжки могат да се придвижват самостоятелно.

## Семейства
Разред Strepsiptera – Ветрилокрили
- Bahiaxenidae
- Bohartillidae
- Callipharixenidae
- Corioxenidae
- Elenchidae
- Halictophagidae
- Mengenillidae
- Myrmecolacidae
- Stylopidae